# Bięcino
Bięcino (kaszb. Bicëno, niem. Benzin) – wieś-ulicówka w Polsce położona w województwie pomorskim, w powiecie słupskim, w gminie Damnica.
W latach 1975–1998 miejscowość administracyjnie należała do województwa słupskiego.

## Nazwa
Nazwa, wzmiankowana po raz pierwszy w formie Bentzin w 1499, ma genezę słowiańską i charakter dzierżawczy. Powstała przez dodanie do pomorskiej nazwy osobowej *Bǫdъ formantu -ino. Friedrich Lorentz odnotował formy nazwy w lokalnych gwarach słowińskich: Bjĩcänɵ, Bjì·cänɵ wraz z nazwami mieszkańców, zarówno z pominiętym formantem -in-: Bjĩcȯu̯n : Bjì·cȯu̯n, Bjĩcȯu̯nkă : Bjì·cȯu̯nkă „bięcinianin, bięcinianka”, jak i w postaci pełnej: Bjĩcäńȯu̯n : Bjì·cäńȯu̯n, Bjĩcäńȯu̯nkă : Bjì·cäńȯu̯nkă „ts.”. Niemiecka nazwa Benzin jest adaptacją fonetyczną pierwotnej nazwy słowiańskiej. Współczesna nazwa polska Bięcino w miejscu oczekiwanej formy *Będzino powstała w wyniku niedokładnej resubstytucji nazwy niemieckiej.
Rada Języka Kaszubskiego proponuje kaszubską formę nazwy Biãcëno.